# Krondiket

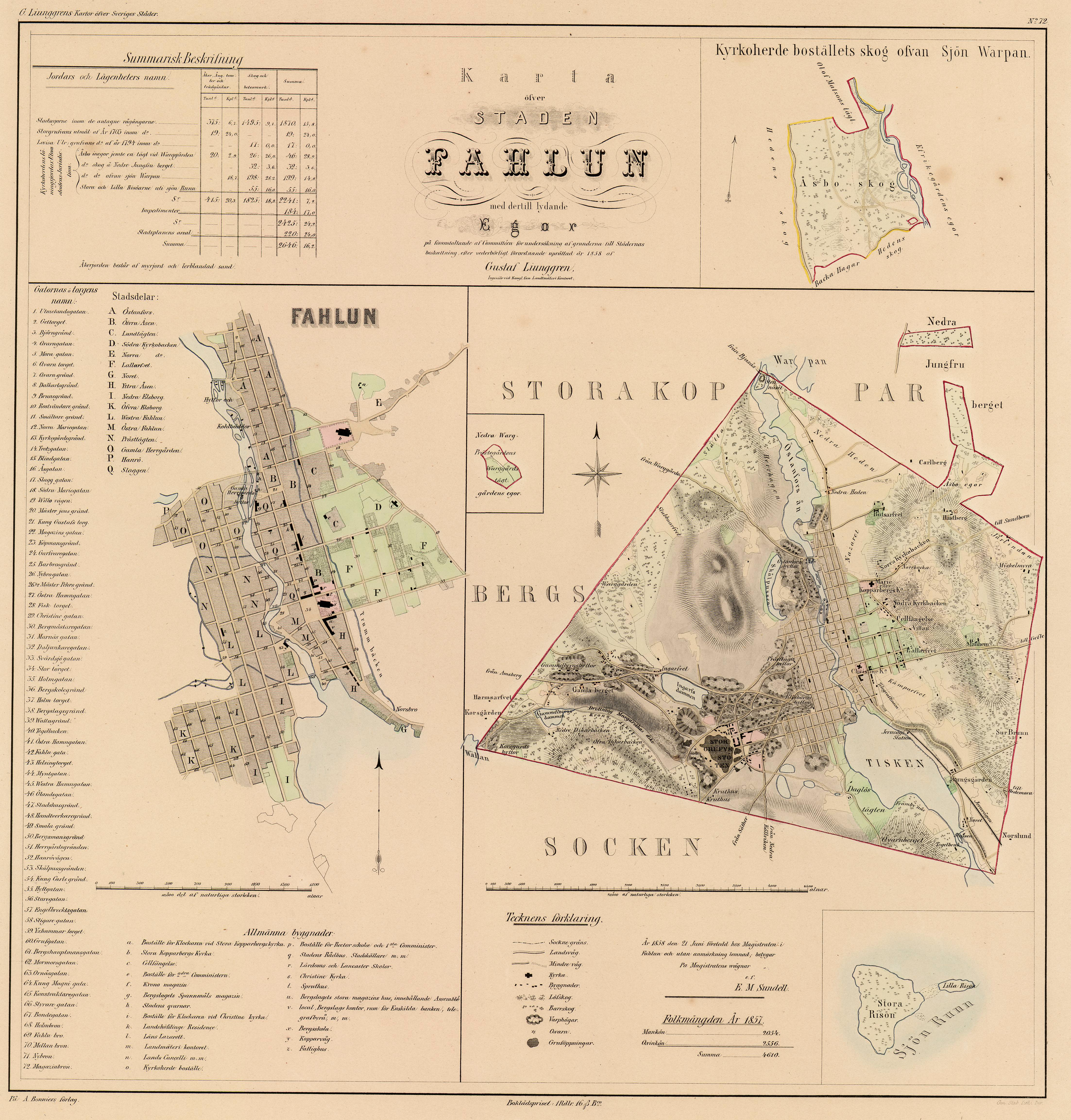
Gustaf Ljunggrens karta över Falun från 1858. Krondiket (Drottning Margarethas dike) ligger i den vänstra spetsen av översiktskartan.

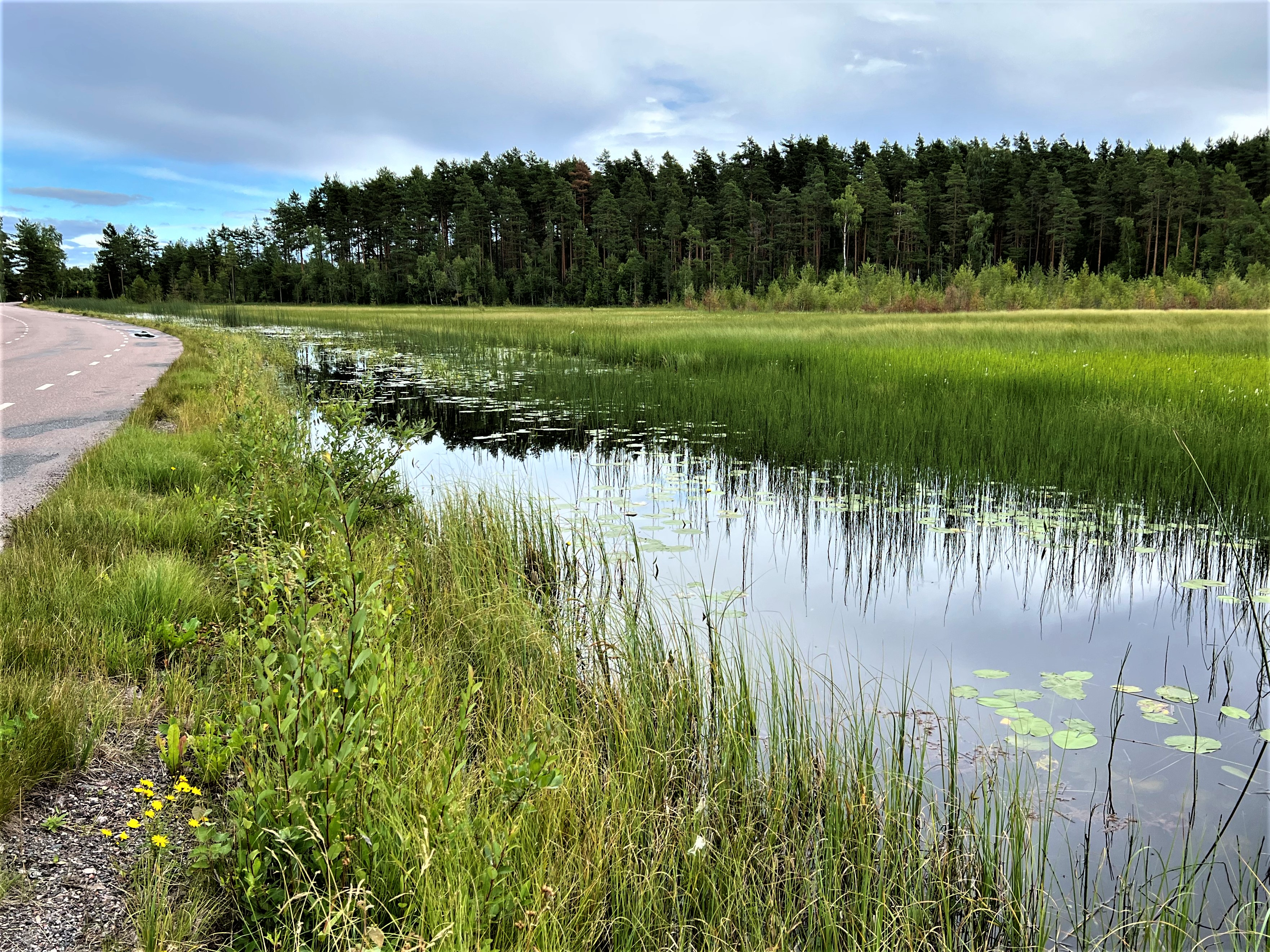
Krondiket sett strax sydväst om bron till Dikarbacken.

Krondiket var, i två olika utformningar, en del av vattenregleringssystemet för Falu koppargruva, vilket anlades för att leda fram vatten till vattenhjul vid gruvan för att driva pumpverk och spel.
Det äldsta krondiket anlades 1555 och kallades Konstdiket, Gamla Krondiket eller Drottning Margaretas dike. Under Christopher Polhems tid som konstmästare vid gruvan under första hälften av 1690‐talet bedömdes vattenmängden komma att bli för liten, och Polhem presenterade en plan för att bygga ett nytt dike längre upp i sluttningen på Gruvrisberget för att utnyttja hela fallhöjden på 54 meter från Korsgårdsdammen nära Stora Vällan ned till gruvan. Därmed skulle vattenmängden räcka till för att driva de tre stora, i rad liggande, vattenhjul längst ned. Förslaget kom dock inte att genomföras under hans tid vid gruvan.
Nya Krondiket anlades från 1736 något högre upp på sluttningen. Nedanför diket anlades hjulhus och dammar samt vattenrännor och akvedukter, som förde ned vattnet till gruvan. Till den nya anläggningen hörde bland annat en hålldamm, Gamla Bergsdammen. Nya Krondiket är fortfarande i funktion, liksom två av dammhusen vid diket. För att försörja en ny storkonst vid det 355 meter djupa Fredriks schakt 1739 reviderades projektet efter förslag av bergmästaren Samuel Troili. Krondiket drogs då enligt Polhems tidigare förslag. Anläggningen blev klar 1746.
Tre små dammhus uppfördes över de tre dammluckorna för reglering av vattenutsläppen. Från dammhuset leddes vattnet i rännor eller akvedukter till små hålldammar eller hjulhus och vidare ned till gruvan. Från vattenhjulen omvandlades vattnets kraft genom en stånggång till spel och pumpar vid gruvan.
Vid gruvan kombinerades de tidigare två olika vattenfårorna till en gemensam för att driva alla hjul i rad efter varandra i samma ström. Nya Krondiket avslutades med den 1748 byggda skiljedammen Övre Tallbacksdammen, varifrån huvudledningen gick i en omkring 260 meter lång pipstoll (ett rör) till gruvan.

## Bostadsområde
Krondiket är också namnet på ett bostadsområde i Falun strax söder om det grävda Krondiket och öster om kulturreservatet Dikarbacken.

## Bildgalleri

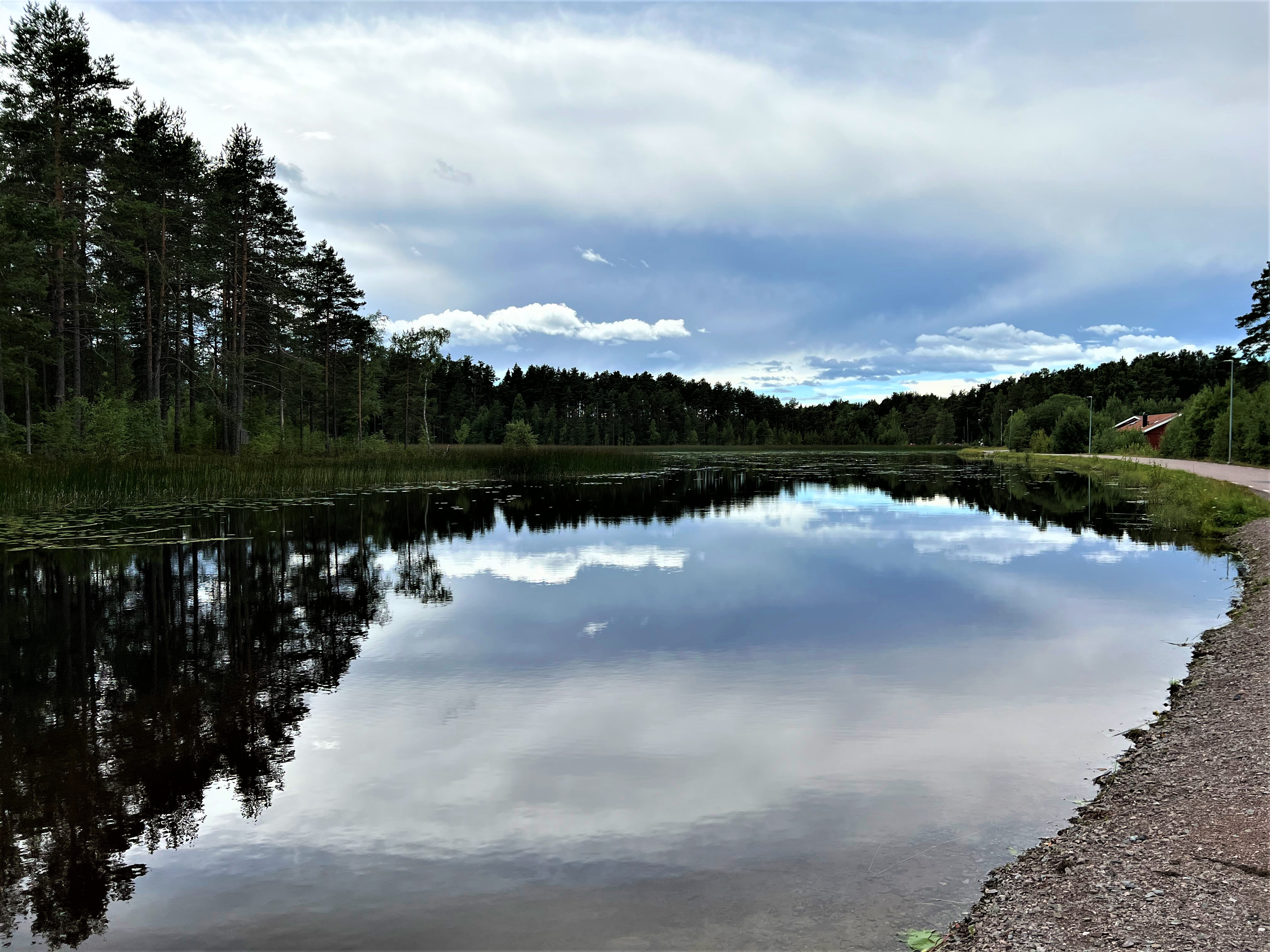
Hålldammen till Krondiket, Gamla Bergsdammen, sedd från Margaretas väg. Till vänster på bilden Dikarbacken.
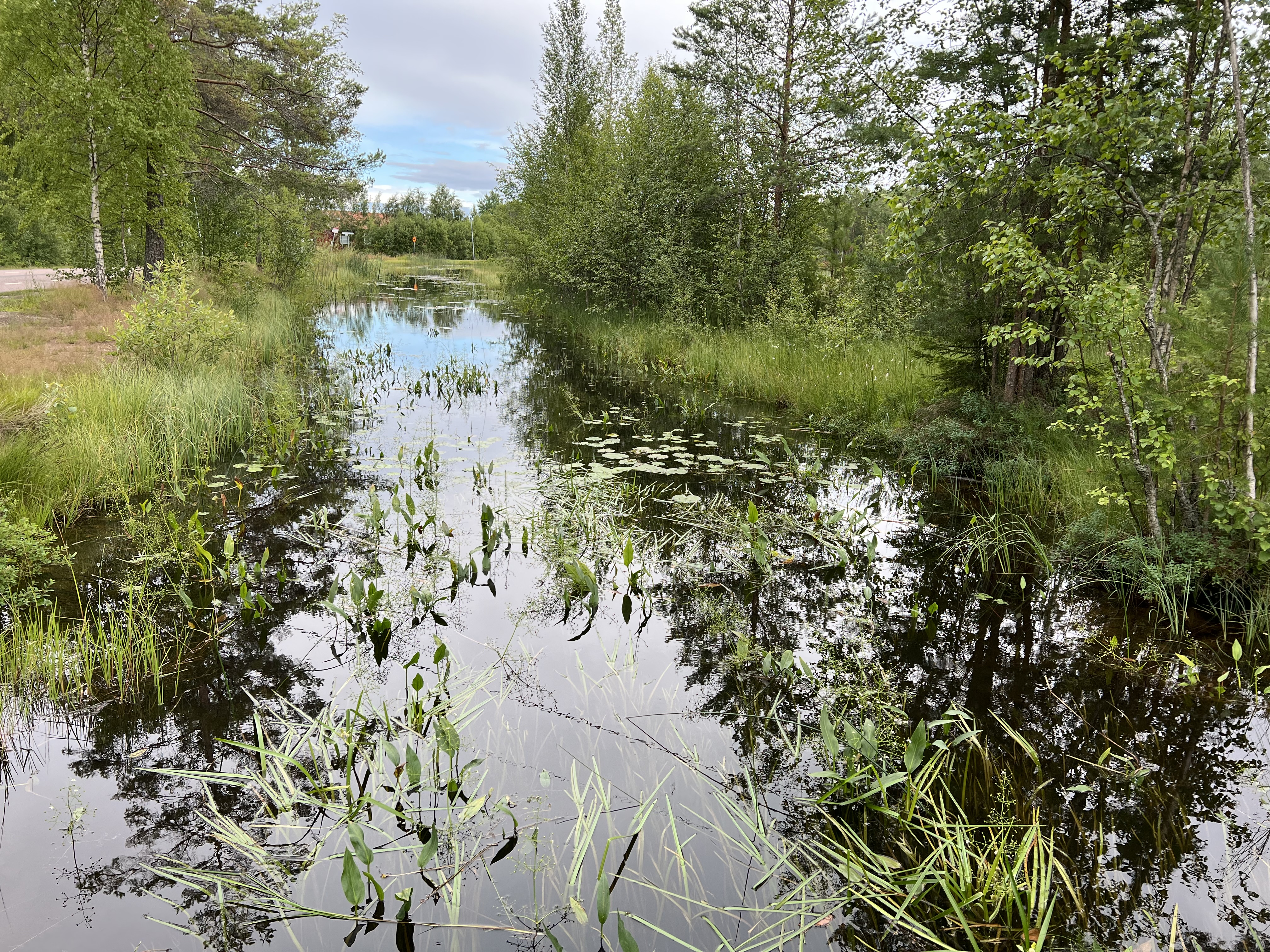
Utsikten i nordostlig riktning mot Gamla Bergsdammen från bron, som leder till Dikarbacken.
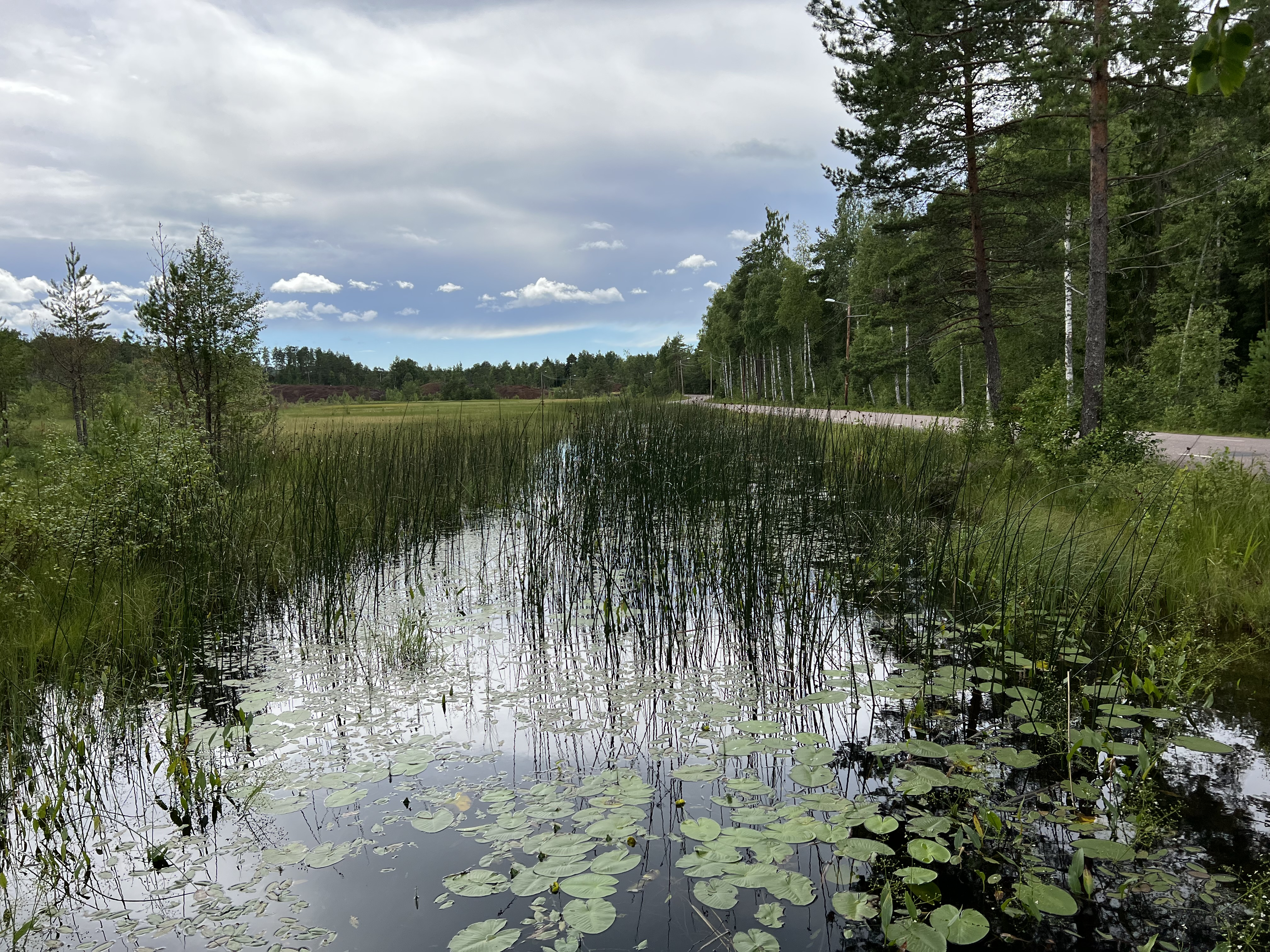
Utsikten från bron över Krondiket i riktning mot Stora Vällan i sydväst.